# Esteban Dreer
Esteban Javier Dreer Ginanneschi (Godoy Cruz, Mendoza; 11 de noviembre de 1981) es un exfutbolista argentino nacionalizado ecuatoriano. Desde 2021 comenzó a ejercer como presentador en el programa Esto es fútbol de Marca90 en YouTube.

## Trayectoria

### Inicios
Proveniente de las divisiones juveniles de Arsenal de Sarandí, debutó en primera durante la temporada 2005-06, participando en 14 partidos. Fue titular en gran parte del Torneo Apertura de 2005, pero una lesión lo marginó.

### FBK Kaunas
En 2007, fichó con el FBK Kaunas de Lituania, donde se consagró campeón de la A Lyga ese mismo año.

### Deportivo Cuenca
En junio de 2009, se unió al Club Deportivo Cuenca de Ecuador. En este club, estableció el récord de minutos consecutivos jugados en el campeonato de fútbol ecuatoriano, completando 85 partidos de manera ininterrumpida.

### Club Sport Emelec

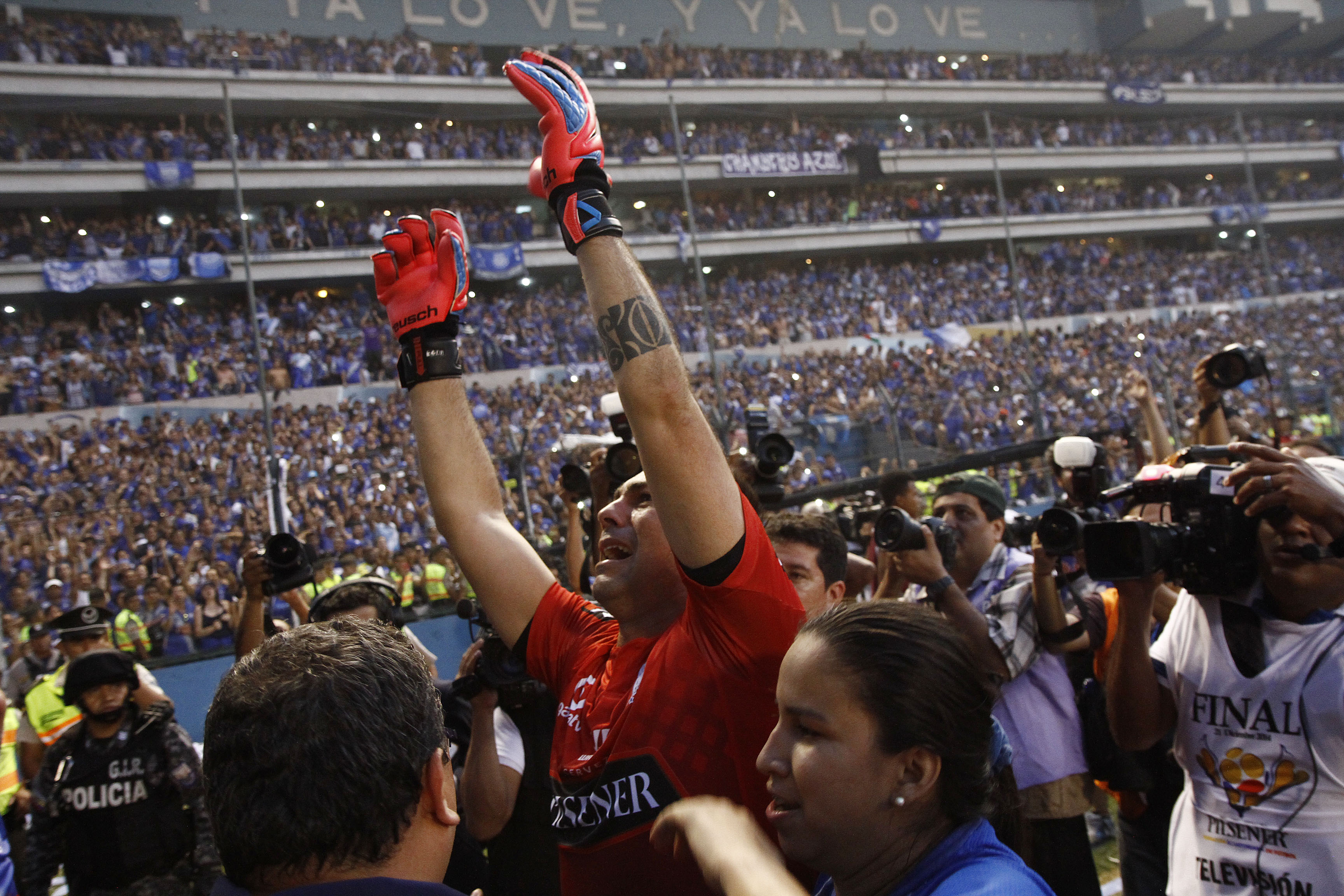
Esteban Dreer celebrando el Bicampeonato obtenida en la temporada 2014.

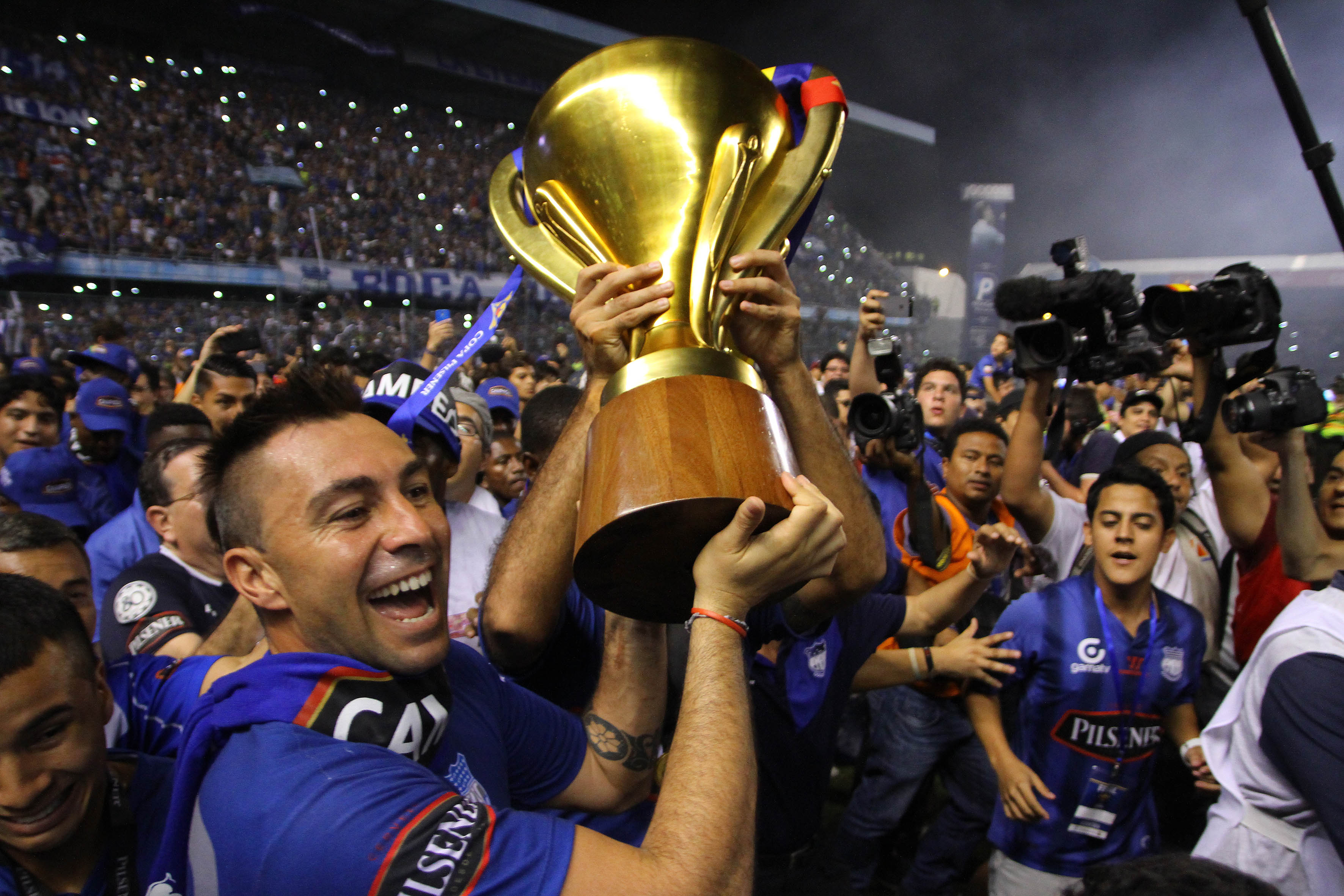
Esteban Dreer con el trofeo del Campeonato Ecuatoriano 2014.

En 2012, se incorporó al C.S Emelec, logrando ser campeón de la Serie A de Ecuador en 2013, 2014, 2015 y 2017. Además, alcanzó los cuartos de final de la Copa Libertadores 2015, siendo eliminado por Tigres de México. También consiguió el subcampeonato de la Serie A de Ecuador en 2018 y llegó a las semifinales de la Copa Ecuador 2018-19. Durante el año 2015, establece un récord al detener la mayor cantidad de penales en partidos de la Copa Sudamericana.
Dejó Emelec a finales de 2019, tras no renovar su contrato con el club.

### Liga de Portoviejo
El 8 de enero de 2020, después de quedar libre y no ser tomado en cuenta por Emelec y por el entrenador Ismael Rescalvo, fue contratado por Liga de Portoviejo, luego de su ascenso a la Serie A de Ecuador.Dejó el club a finales de la temporada, tras el descenso a la Serie B de Ecuador. 
Finalizó su carrera en marzo de 2021, después de haber jugado para Estudiantes, y de un breve paso por el Rocafuerte Fútbol Club, ambos de la Segunda Categoría de Ecuador.

## Selección nacional
En el 2015, estando en Emelec, el arquero nacionalizado es convocado a la Selección de fútbol de Ecuador dirigida por Gustavo Quinteros. Forma parte del plantel de la selección en la Copa América 2015 y en las Eliminatorias Sudamericanas para Rusia 2018. Debutó el 17 de noviembre de 2015 en la victoria de visitantes 1-3 sobre Venezuela por Eliminatorias. A causa del mal momento de su compañero Alexander Domínguez y Por sus buenas actuaciones el DT Gustavo Quinteros lo ha escogido para ser titular en los últimos partidos de Ecuador adueñándose del arco Ecuatoriano.
No obstante, a pesar de que en el período del 2016 y 2017 de la Tricolor, disputó 6 partidos oficiales y 3 amistosos, fue uno de los jugadores más criticados de la selección ecuatoriana durante la eliminatoria 2018, debido a su constantes fallas en los partidos de eliminatorias con Uruguay, Paraguay, Colombia y Bolivia, debido a su mala actuación en el partido de local con Colombia, no se lo puso más como titular, al mismo tiempo debido a su bajo nivel en Emelec, ya no se lo convocó más en la selección. 

### Participaciones en Eliminatorias
| Eliminatorias     | Sede            | Resultado      | Partidos |
| ----------------- | --------------- | -------------- | -------- |
| Eliminatoria 2018 | América del Sur | No Clasificado | 7        |

### Participaciones en Copas América
| Copa              | Sede           | Resultado        | Partidos |
| ----------------- | -------------- | ---------------- | -------- |
| Copa América 2015 | Chile          | Primera ronda    | 0        |
| Copa América 2016 | Estados Unidos | Cuartos de final | 1        |

### Partidos internacionales
| \| N.° \| Fecha \| Ciudad \| Rival \| Resultado \| Resultado \| Competencia \| \| --- \| ----------------------- \| ------------ \| ----------------- \| --------- \| --------- \| ----------------------------------- \| \| 1. \| 17 de noviembre de 2015 \| Puerto Ordaz \| Venezuela \| 3-1 \| Victoria \| Eliminatorias al Mundial Rusia 2018 \| \| 2. \| 25 de mayo de 2016 \| Dallas \| Estados Unidos \| 0-1 \| Derrota \| Amistoso \| \| 3. \| 4 de junio de 2016 \| Pasadena \| Brasil \| 0-0 \| Empate \| Copa América 2016 \| \| 4. \| 6 de octubre de 2016 \| Quito \| Chile \| 3-0 \| Victoria \| Eliminatorias al Mundial Rusia 2018 \| \| 5. \| 11 de octubre de 2016 \| La Paz \| Bolivia \| 2-2 \| Empate \| Eliminatorias al Mundial Rusia 2018 \| \| 6. \| 10 de noviembre de 2016 \| Montevideo \| Uruguay \| 1-2 \| Derrota \| Eliminatorias al Mundial Rusia 2018 \| \| 7. \| 15 de noviembre de 2016 \| Quito \| Venezuela \| 3-0 \| Victoria \| Eliminatorias al Mundial Rusia 2018 \| \| 8. \| 22 de febrero de 2017 \| Guayaquil \| Honduras \| 3-1 \| Victoria \| Amistoso \| \| 9. \| 23 de marzo de 2017 \| Asunción \| Paraguay \| 1-2 \| Derrota \| Eliminatorias al Mundial Rusia 2018 \| \| 10. \| 28 de marzo de 2017 \| Quito \| Colombia \| 0-2 \| Derrota \| Eliminatorias al Mundial Rusia 2018 \| \| 11. \| 8 de junio de 2017 \| Boca Raton \| Venezuela \| 1-1 \| Empate \| Amistoso \| \| 12. \| 26 de julio de 2017 \| Guayaquil \| Trinidad y Tobago \| 3-1 \| Victoria \| Amistoso \| |                         |              |                   |           |           |                                     |
| N.° | Fecha                   | Ciudad       | Rival             | Resultado | Resultado | Competencia                         |
| 1. | 17 de noviembre de 2015 | Puerto Ordaz | Venezuela         | 3-1       | Victoria  | Eliminatorias al Mundial Rusia 2018 |
| 2. | 25 de mayo de 2016      | Dallas       | Estados Unidos    | 0-1       | Derrota   | Amistoso                            |
| 3. | 4 de junio de 2016      | Pasadena     | Brasil            | 0-0       | Empate    | Copa América 2016                   |
| 4. | 6 de octubre de 2016    | Quito        | Chile             | 3-0       | Victoria  | Eliminatorias al Mundial Rusia 2018 |
| 5. | 11 de octubre de 2016   | La Paz       | Bolivia           | 2-2       | Empate    | Eliminatorias al Mundial Rusia 2018 |
| 6. | 10 de noviembre de 2016 | Montevideo   | Uruguay           | 1-2       | Derrota   | Eliminatorias al Mundial Rusia 2018 |
| 7. | 15 de noviembre de 2016 | Quito        | Venezuela         | 3-0       | Victoria  | Eliminatorias al Mundial Rusia 2018 |
| 8. | 22 de febrero de 2017   | Guayaquil    | Honduras          | 3-1       | Victoria  | Amistoso                            |
| 9. | 23 de marzo de 2017     | Asunción     | Paraguay          | 1-2       | Derrota   | Eliminatorias al Mundial Rusia 2018 |
| 10. | 28 de marzo de 2017     | Quito        | Colombia          | 0-2       | Derrota   | Eliminatorias al Mundial Rusia 2018 |
| 11. | 8 de junio de 2017      | Boca Raton   | Venezuela         | 1-1       | Empate    | Amistoso                            |
| 12. | 26 de julio de 2017     | Guayaquil    | Trinidad y Tobago | 3-1       | Victoria  | Amistoso                            |

## Clubes
| Club               | País      | Año       |
| ------------------ | --------- | --------- |
| Arsenal            | Argentina | 2002      |
| Santamarina        | Argentina | 2002-2003 |
| Arsenal            | Argentina | 2003-2007 |
| FBK Kaunas         | Lituania  | 2007-2008 |
| Deportivo Cuenca   | Ecuador   | 2009-2011 |
| Emelec             | Ecuador   | 2012-2019 |
| Liga de Portoviejo | Ecuador   | 2020      |

## Estadísticas
Datos actualizados a 31 de julio de 2019.
| Arsenal Argentina |               |               |     |    |    |     |     |   |
| 1.ª | A-2005        | 14            | 0   | -  | -  | 14  | 0   |   |
| 1.ª | Total club    | 14            | 0   | 0  | 0  | 14  | 0   |   |
| Kaunas · Lituania |               |               |     |    |    |     |     |   |
| 1.ª | 2007          | 3             | 0   | -  | -  | 3   | 0   |   |
| 1.ª | 2008          | 8             | 0   | -  | -  | 8   | 0   |   |
| 1.ª | Total club    | 11            | 0   | 0  | 0  | 11  | 0   |   |
| Deportivo Cuenca · Ecuador |               |               |     |    |    |     |     |   |
| 1.ª | 2009          | 19            | 0   | -  | -  | 19  | 0   |   |
| 1.ª | 2010          | 44            | 0   | 6  | 0  | 50  | 0   |   |
| 1.ª | 2011          | 40            | 0   | -  | -  | 40  | 0   |   |
| 1.ª | Total club    | 103           | 0   | 6  | 0  | 109 | 0   |   |
| Emelec · Ecuador |               |               |     |    |    |     |     |   |
| 1.ª | 2012          | 16            | 0   | 8  | 0  | 24  | 0   |   |
| 1.ª | 2013          | 27            | 0   | 8  | 0  | 35  | 0   |   |
| 1.ª | 2014          | 37            | 0   | 14 | 0  | 51  | 0   |   |
| 1.ª | 2015          | 44            | 0   | 16 | 0  | 60  | 0   |   |
| 1.ª | 2016          | 41            | 0   | 10 | 0  | 51  | 0   |   |
| 1.ª | 2017          | 42            | 0   | 8  | 0  | 50  | 0   |   |
| 1.ª | 2018          | 44            | 0   | 6  | 0  | 50  | 0   |   |
| 1.ª | 2019          | 19            | 0   | 8  | 0  | 27  | 0   |   |
| 1.ª | Total club    | 270           | 0   | 78 | 0  | 348 | 0   |   |
| Total carrera | Total carrera | Total carrera | 398 | 0  | 84 | 0   | 482 | 0 |
| (2) Incluye datos de la Copa Libertadores (2010, 2013, 2014, 2015, 2016, 2017, 2018, 2019); Copa Sudamericana (2014, 2015, 2016). (3) No incluye goles en partidos amistosos. |               |               |     |    |    |     |     |   |

### Selección nacional
| Selección         | Año   | Amistoso | Amistoso | Copa América | Copa América | Eliminatorias | Eliminatorias | Total | Total |
| Selección         | Año   | PJ       | G        | PJ           | G            | PJ            | G             | PJ    | G     |
| ----------------- | ----- | -------- | -------- | ------------ | ------------ | ------------- | ------------- | ----- | ----- |
| Ecuador · Ecuador | 2015  | -        | -        | -            | -            | 1             | 0             | 1     | 0     |
| Ecuador · Ecuador | 2016  | 1        | 0        | 1            | 0            | 4             | 0             | 6     | 0     |
| Ecuador · Ecuador | 2017  | 3        | 0        | -            | -            | 2             | 0             | 5     | 0     |
| Ecuador · Ecuador | Total | 4        | 0        | 1            | 0            | 7             | 0             | 12    | 0     |

### Resumen estadístico
| Competición           | Encuentros | Goles | Promedio |
| --------------------- | ---------- | ----- | -------- |
| Primera División      | 398        | 0     | 0,00     |
| Copas internacionales | 84         | 0     | 0,00     |
| Selección de Ecuador  | 12         | 0     | 0,00     |
| Total                 | 494        | 0     | 0,00     |

## Participaciones internacionales
| Torneo                   | Club             | Resultado           |
| ------------------------ | ---------------- | ------------------- |
| Champions League 2008-09 | FBK Kaunas       | Tercera fase previa |
| Copa de la UEFA 2008-09  | FBK Kaunas       | Primera ronda       |
| Copa Libertadores 2010   | Deportivo Cuenca | Fase de grupos      |
| Copa Libertadores 2012   | Emelec           | Octavos de final    |
| Copa Sudamericana 2012   | Emelec           | Octavos de final    |
| Copa Libertadores 2013   | Emelec           | Octavos de final    |
| Copa Sudamericana 2013   | Emelec           | Segunda fase        |
| Copa Libertadores 2014   | Emelec           | Fase de grupos      |
| Copa Sudamericana 2014   | Emelec           | Cuartos de final    |
| Copa Libertadores 2015   | Emelec           | Cuartos de final    |
| Copa América 2015        | Ecuador          | Fase de grupos      |
| Copa Libertadores 2016   | Emelec           | Fase de grupos      |
| Copa Sudamericana 2016   | Emelec           | Segunda fase        |
| Copa América 2016        | Ecuador          | Cuartos de final    |
| Eliminatorias Rusia 2018 | Ecuador          | No clasificó        |

## Palmarés

### Campeonatos nacionales
| Título                       | Club       | País     | Año  |
| ---------------------------- | ---------- | -------- | ---- |
| Primera División de Lituania | FBK Kaunas | Lituania | 2007 |
| Serie A de Ecuador           | Emelec     | Ecuador  | 2013 |
| Serie A de Ecuador           | Emelec     | Ecuador  | 2014 |
| Serie A de Ecuador           | Emelec     | Ecuador  | 2015 |
| Serie A de Ecuador           | Emelec     | Ecuador  | 2017 |

### Distinciones individuales
| Distinción                               | Club   | País    | Año  |
| ---------------------------------------- | ------ | ------- | ---- |
| Mejor Arquero de la Serie A de Ecuador   | Emelec | Ecuador | 2013 |
| Mejor Arquero de la Serie A de Ecuador   | Emelec | Ecuador | 2014 |
| Mejor Arquero de la Serie A de Ecuador   | Emelec | Ecuador | 2015 |
| 11 Ideal del Campeonato Ecuatoriano 2013 | Emelec | Ecuador | 2013 |
| 11 Ideal del Campeonato Ecuatoriano 2014 | Emelec | Ecuador | 2014 |
| 11 Ideal del Campeonato Ecuatoriano 2015 | Emelec | Ecuador | 2015 |

| Predecesor: Alexander Domínguez | Mejor Arquero Campeonato Ecuatoriano 2015 | Sucesor: Máximo Banguera |